# دايكوكوتين

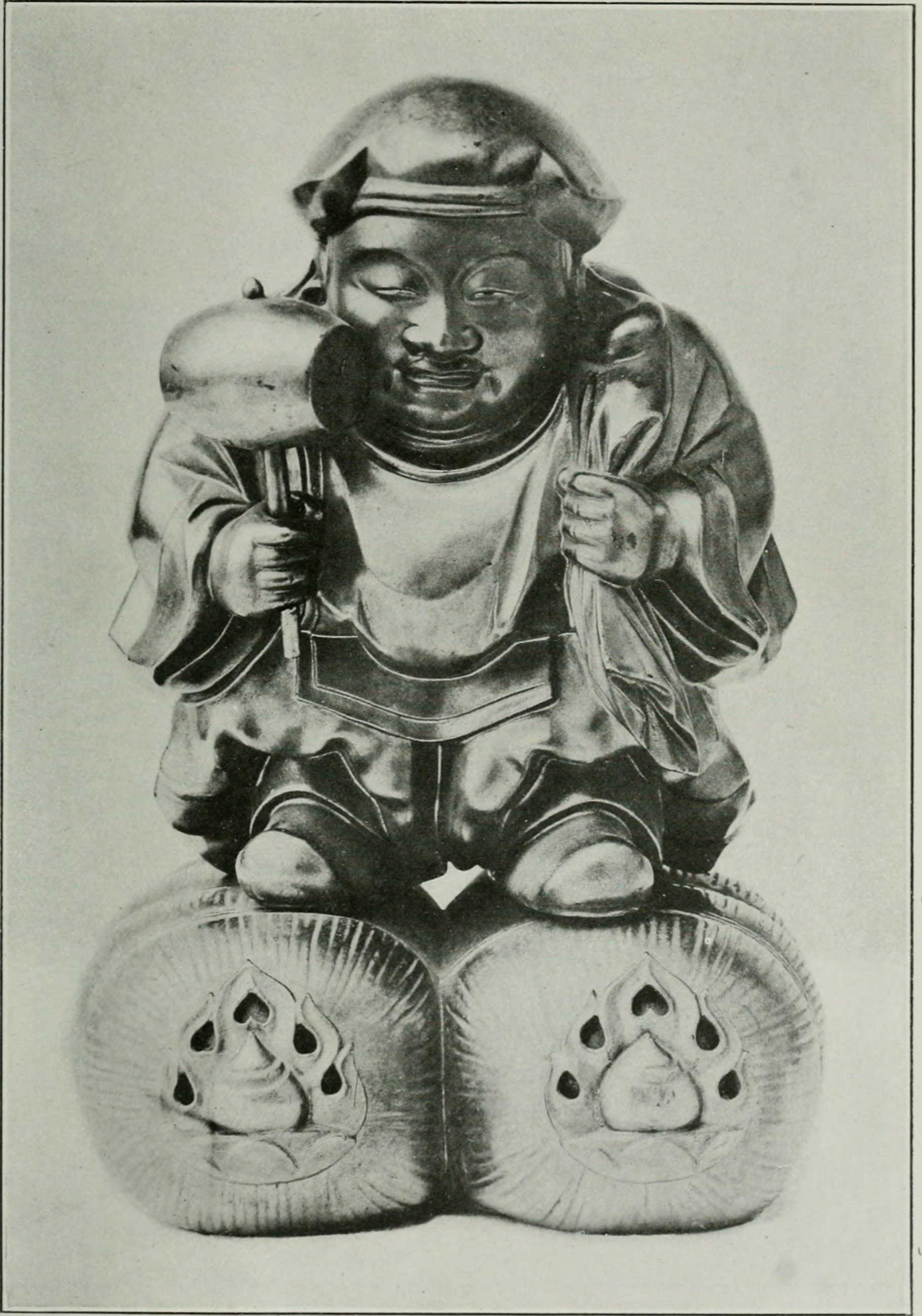

دايكوكوتين (باليابانية: 大黒天) هو إله ياباني مختلط للثروة والحظ. نشأ دايكوكوتين من ماهاكالا، النسخة البوذية من الإله الهندوسي شيفا، الممزوج بالإله الشنتوي الأصلي أوكونينوشي.

## المظهر
يحمل دايكوكوتين مطرقة وكيسا ذهبيين، المطرقة هي "أوتشيدي نو كوزوتشي" السحرية التي يمكن أن تظهر أي شيء يرغب فيه المرء عندما تتأرجح. شكل دايكوكوتين مستمد من كل من إله الشنتو "كونينوشي نو ميكوتو" والإله الهندوسي "شيفا" في تجليه الشرس على شكل "ماهاكالا" والمعروف باسم "السواد العظيم" أو المدمر النهائي لكل الأشياء. وسبب ارتباط دايكوكوتين بالإله الهندوسي هو أن الحرفين "أوكوني (大 国)" يمكن أيضا أن يقرآ "دايكوكو" وهو ما قد يعني "السواد العظيم" في اليابانية.